# Formosania paucisquama
Formosania paucisquama är en fiskart som först beskrevs av Zheng, 1981.  Formosania paucisquama ingår i släktet Formosania och familjen grönlingsfiskar. Inga underarter finns listade i Catalogue of Life.